# Kristina Wayborn

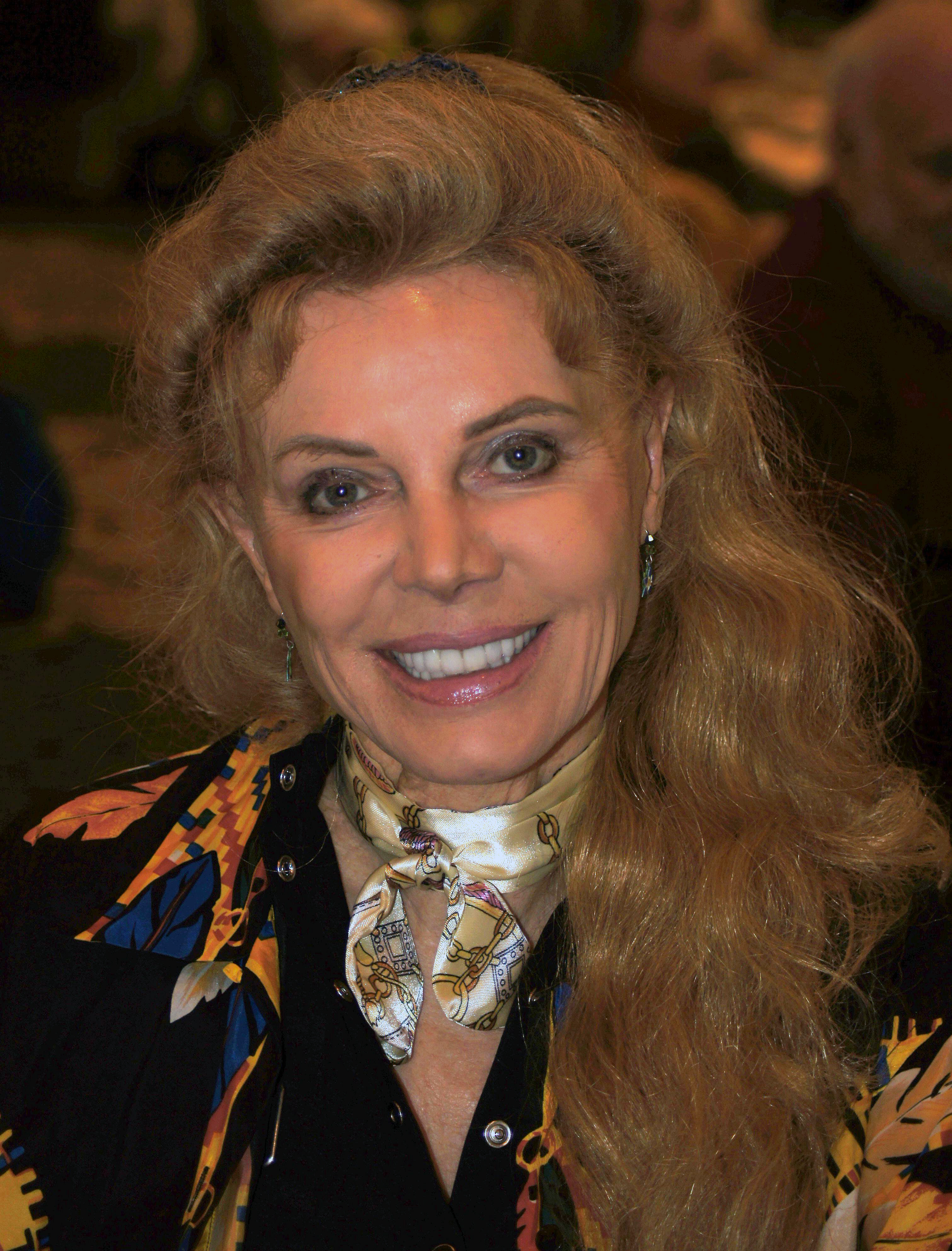
Kristina Wayborn (2010)

Kristina Wayborn (* 24. September 1950 in Nybro, Kalmar län, Schweden; eigentlich Britt-Inger Johansson) ist eine schwedische Filmschauspielerin und Miss Schweden 1970.

## Leben
1970 wurde sie zwanzigjährig zur Miss Schweden gewählt. Ihre erste Filmrolle hatte sie in dem Film Unternehmen Entebbe aus dem Jahre 1976. 1980 spielte sie in dem Film The Silent Lovers die Greta Garbo.
International bekannt wurde Kristina Wayborn durch ihre Rolle als Magda im James-Bond-Film Octopussy aus dem Jahre 1983. Hier spielte sie die Gehilfin der weiblichen Hauptfigur Octopussy und des Schurken Kamal Khan, die außerdem den Protagonisten James Bond verführt. Mitte der 1980er Jahre spielte sie in einigen der zu dieser Zeit recht erfolgreichen amerikanischen Fernsehserien mit. Darunter waren Episodenauftritte in den Serien The Love Boat (1982 & 1986), Airwolf (1986) und MacGyver (1986). In den Jahren 1993 und 1999 spielte sie jeweils in einer Episode der Serie Baywatch mit. Im Jahre 2005 hatte sie eine Kinorolle in dem Film Forbidden Warrior. 2018 spielte sie in dem Film Warning: No Trespassing mit.

## Filmografie (Auswahl)
- 1976: Unternehmen Entebbe (Victory at Entebbe, Fernsehfilm)
- 1980: The Silent Lovers (Fernsehfilm)
- 1983: James Bond 007 – Octopussy (Octopussy)
- 1985: Mord über den Wolken (Hostage Flight, Fernsehfilm)
- 1982, 1986: Love Boat (The Love Boat, Fernsehserie, zwei Folgen)
- 1986: Airwolf (Fernsehserie, eine Folge)
- 1986: MacGyver (Fernsehserie, eine Folge)
- 1987: General Hospital (Fernsehserie, eine Folge)
- 1991: Designing Women (Fernsehserie, eine Folge)
- 1992: Dangerous Curves (Fernsehserie, eine Folge)
- 1993, 1999: Baywatch – Die Rettungsschwimmer von Malibu (Baywatch, Fernsehserie, zwei Folgen)
- 1997: Das kleine Schloßgespenst (Little Ghost)
- 2000: Die wilden Siebziger (That ’70s Show, Fernsehserie, eine Folge)
- 2005: Forbidden Warrior
- 2010: The Prometheus Project
- 2018: Warning: No Trespassing
- 2022: Americana (Kurzfilm)